# Edmund Carew
Sir Edmund Carew (* um 1464; † 24. Juni 1513 bei Thérouanne) war ein englischer Adliger und Militär.

## Herkunft und Familie

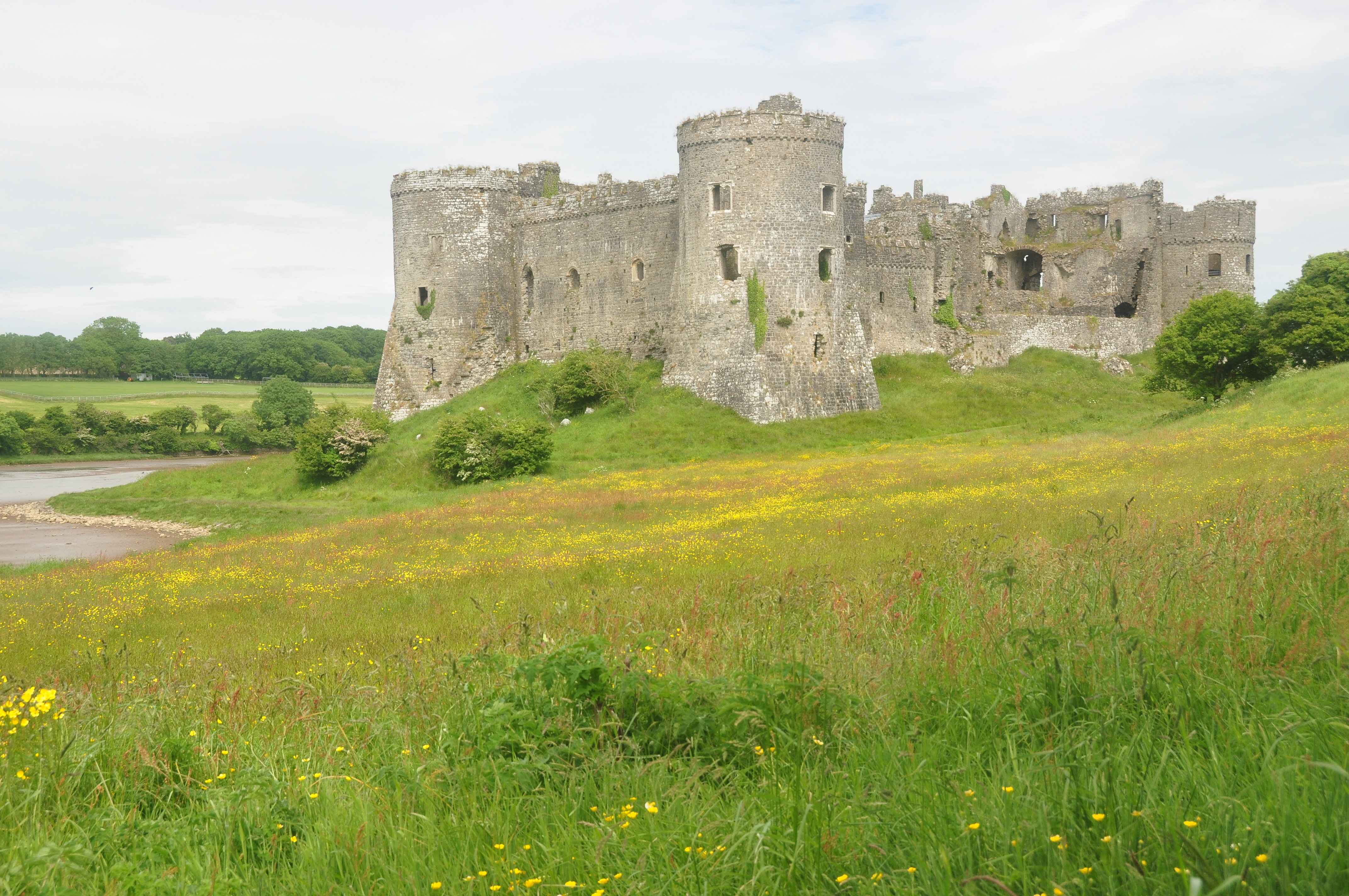
Carew Castle, Stammsitz der Familie Carew, den Edmund Carew um 1490 verpfänden musste

Edmund Carew entstammte der Familie Carew von Mohun’s Ottery, einer Familie der Gentry mit Besitzungen in Südwales und Südwestengland. Er war das älteste der drei Kinder von Sir Nicholas Carew (auch John Carew genannt) (um 1423–1470) und dessen Frau Margaret Dinham († 1471). Sein Vater war ein Sohn von Thomas Carew, des ältesten Sohns von Nicholas Carew († 1447 oder 1449) von Mohun’s Ottery, starb aber bereits 1470. Er und seine wenig später verstorbene Frau wurden in Westminster Abbey beigesetzt. Da Edmund Carew beim Tod seines Vaters noch minderjährig war, wurde zunächst Anne of York, Duchess of Exeter und anschließend Joan Dynham, seine Großmutter mütterlicherseits sein Vormund. Von seinem Vater erbte Edmund Mohun’s Ottery in Devon sowie Carew Castle in Pembrokeshire, über seine Mutter wurde er auch Erbe ihres Bruders John Dynham, 1. Baron Dynham, einem Lord High Treasurer von König Heinrich VII. Sein jüngerer Bruder Sir John Carew diente am Königshof und fiel 1512 als Kapitän der Regent in der Seeschlacht von Saint Mathieu. Seine Schwester Jane heiratete Robert Cary aus Devon.

## Leben
Möglicherweise studierte Carew am Lincoln’s Inn in London. Er unterstützte den Anspruch von Henry Tudor auf den englischen Thron und wurde um 1485, möglicherweise nach der Schlacht von Bosworth, zum Ritter geschlagen. Ab 1490 übernahm er in Devon, Dorset und Somerset zahlreiche Ämter. Er war zuständig für die Einhaltung des Friedens und für die Aushebung von Truppen, diente 1493 und 1511 als Sheriff von Somerset und Dorset und unterstützte den König bei der Überprüfung seiner Einkünfte aus Südwestengland. 1492 gehörte er zu den Rittern, die bei ihrer Ankunft in England eine französische Gesandtschaft begrüßten. Während der Revolte von Perkin Warbeck 1497 führte er zusammen mit William Courtenay ein Entsatzheer zum belagerten Exeter. Nach dem Tod von Courtenay 1511 ritt Carew bei einer Zeremonie mit einem Courser durch die Kathedrale von Exeter, um Bischof Hugh Oldham die Streitaxt des toten Earls zu überreichen. 1513 diente Carew als Kommandant der Artillerie in dem englischen Heer, das über Calais in Nordfrankreich eingefallen war. Bei der Belagerung von Thérouanne wurde Carew während einer Besprechung der Kommandeure im Zelt von Lord Herbert durch eine französische Kanonenkugel getötet. Er wurde am 26. Juni 1513 in der Kirche Saint Nicholas in Calais beigesetzt.
Heinrich VII. hatte Carews Dienste belohnt, indem er ihm 1508 lebenslang die Pachteinnahmen aus den königlichen Jagdparks in Devon und Somerset überließ. Dies reichte aber bei weitem nicht aus, um die Kosten zu decken, die Carew für seine Dienste für die Krone entstanden waren. Er hatte sich hoch verschuldet und musste deshalb in den 1490er den Familienstammsitz Carew Castle verpfänden. Die Burg konnte nicht wieder ausgelöst werden, und seine Erben mussten noch jahrzehntelang seine Schulden tilgen.

## Heirat und Nachkommen
Carew hatte um 1478 Katherine Huddesfield, eine Tochter von Sir William Huddesfield und dessen Frau Elizabeth Bozum geheiratet. Mit ihr hatte er acht Kinder, darunter:
- Catherine Carew ⚭ Philip Champernowne
- Dorothy Carew
- Sir William Carew (um 1483–1536) ⚭ Joan Courtenay
- Thomas Carew ⚭ Elizabeth Courtenay
- George Carew (1497/1498–1583)
- Sir Gawain Carew (um 1503–1585)

Sein Haupterbe wurde sein Sohn William, der Vater von George und Peter Carew. Edmund Carews Tochter Catherine wurde über ihre Tochter Catherine die Großmutter von Humphrey Gilbert und Walter Raleigh. Sein Sohn Thomas erwarb durch Heirat Bickleigh Castle und begründete die Familie Carew von Bickleigh.